# Eccellenza Lombardia 1991-1992
Il campionato italiano di calcio di Eccellenza regionale 1991-1992 è stato il primo organizzato in Italia. Rappresenta il sesto livello del calcio italiano.
Questo è il campionato regionale della regione Lombardia, ma fino alla stagione 1994-1995 la provincia di Piacenza è stata di competenza del Comitato Regionale Lombardia così come la provincia di Mantova è stata gestita dal Comitato Regionale Emilia-Romagna.
A partire da questa stagione ed in ottemperenza a direttive impartite dalla F.I.G.C. il Comitato Regionale cessa di chiamarsi "Lombardo" assumendo il nome attuale di Comitato Regionale Lombardia.

## Girone A

### Squadre partecipanti
| Club                       | Città                         |
| -------------------------- | ----------------------------- |
| A.C. Besana                | Besana in Brianza (MI)        |
| A.C. Calolziocorte         | Calolziocorte (BG)            |
| U.S. Caronnese             | Caronno Pertusella (VA)       |
| G.S. Castanese B.P.M.      | Castano Primo (MI)            |
| A.C. Cesano Boscone        | Cesano Boscone (MI)           |
| Erbese Calcio              | Erba (CO)                     |
| G.S. Galbiatese            | Galbiate (CO)                 |
| S.G. Gallaratese           | Gallarate (VA)                |
| Hard Sondrio Calcio S.r.l. | Sondrio (SO)                  |
| A.C. Lentatese             | Lentate sul Seveso (MI)       |
| U.S. Mozzatese Calcio      | Mozzate (CO)                  |
| A.C. Muggiò                | Muggiò (MI)                   |
| A.C. Parabiago             | Parabiago (MI)                |
| A.S. Pontevecchio          | Ponte Vecchio di Magenta (MI) |
| A.S. Real Cesate           | Cesate (MI)                   |
| F.C. Travedona             | Travedona Monate (VA)         |

### Classifica finale
|  | Pos. | Squadra          | Pt | G  | V  | N  | P  | GF | GS | DR  |
|  | ---- | ---------------- | -- | -- | -- | -- | -- | -- | -- | --- |
|  | 1.   | Gallaratese      | 39 | 30 | 10 | 19 | 1  | 40 | 26 | +14 |
|  | 2.   | Castanese B.P.M. | 38 | 30 | 13 | 12 | 5  | 32 | 19 | +13 |
|  | 3.   | Mozzatese        | 34 | 30 | 9  | 16 | 5  | 24 | 20 | +4  |
|  | 3.   | Besana           | 34 | 30 | 10 | 14 | 6  | 31 | 26 | +5  |
|  | 3.   | Erbese           | 34 | 30 | 12 | 10 | 8  | 38 | 28 | +10 |
|  | 6.   | Pontevecchio     | 33 | 30 | 9  | 15 | 6  | 28 | 27 | +1  |
|  | 7.   | Real Cesate      | 32 | 30 | 10 | 12 | 8  | 31 | 26 | +5  |
|  | 7.   | Muggiò           | 32 | 30 | 10 | 12 | 8  | 37 | 44 | -7  |
|  | 9.   | Calolziocorte    | 31 | 30 | 8  | 15 | 7  | 28 | 27 | +1  |
|  | 10.  | Cesano Boscone   | 30 | 30 | 9  | 12 | 9  | 26 | 28 | -2  |
|  | 10.  | Parabiago        | 30 | 30 | 9  | 12 | 9  | 34 | 31 | +3  |
|  | 12.  | Travedona        | 29 | 30 | 9  | 11 | 10 | 29 | 47 | -18 |
|  | 12.  | Caronnese        | 29 | 30 | 11 | 7  | 12 | 31 | 36 | -5  |
|  | 14.  | Galbiatese       | 25 | 30 | 8  | 9  | 13 | 31 | 30 | +1  |
|  | 15.  | Lentatese        | 17 | 30 | 3  | 11 | 16 | 29 | 38 | -9  |
|  | 16.  | Hard Sondrio     | 13 | 30 | 2  | 9  | 19 | 28 | 36 | -8  |

Legenda:

      Promosso al Campionato Nazionale Dilettanti 1992-1993.
      Retrocesso in Promozione Lombardia 1992-1993.
Note:

Due punti a vittoria, uno a pareggio, zero a sconfitta.

## Girone B

### Squadre partecipanti
| Club                       | Città                    |
| -------------------------- | ------------------------ |
| F.C. Alzano                | Alzano Lombardo (BG)     |
| Pol. Borgo San Giacomo     | Borgo San Giacomo (BS)   |
| U.S. Brembillese           | Brembilla (BG)           |
| A.S. Capriolo              | Capriolo (BS)            |
| F.C. Chiari                | Chiari (BS)              |
| Orceana Calcio S.r.l.      | Orzinuovi (BS)           |
| U.S. Quinzano              | Quinzano d'Oglio (BS)    |
| Calc. Romanese S.r.l.      | Romano di Lombardia (BG) |
| A.C. Sebinia Alto Sebino   | Lovere (BG)              |
| U.S. Stezzanese            | Stezzano (BG)            |
| C.S. Trevigliese           | Treviglio (BG)           |
| S.S. Tritium 1908          | Trezzo sull'Adda (MI)    |
| A.C. Verdello              | Verdello (BG)            |
| A.C. Virtus Gazzaniga      | Gazzaniga (BG)           |
| U.S.C. Voluntas Osio Sotto | Osio Sotto (BG)          |
| Pol. Zanica                | Zanica (BG)              |

### Classifica finale
|  | Pos. | Squadra             | Pt | G  | V  | N  | P  | GF | GS | DR  |
|  | ---- | ------------------- | -- | -- | -- | -- | -- | -- | -- | --- |
|  | 1.   | Capriolo            | 43 | 30 | 18 | 7  | 5  | 63 | 21 | +42 |
|  | 2.   | Chiari              | 40 | 30 | 12 | 16 | 2  | 38 | 22 | +16 |
|  | 3.   | Quinzano            | 39 | 30 | 13 | 13 | 4  | 47 | 30 | +17 |
|  | 4.   | Verdello            | 39 | 30 | 12 | 15 | 3  | 29 | 20 | +9  |
|  | 5.   | Romanese            | 32 | 30 | 11 | 10 | 9  | 32 | 28 | +4  |
|  | 6.   | Alzano              | 30 | 30 | 9  | 12 | 9  | 22 | 27 | -5  |
|  | 6.   | Brembillese         | 30 | 30 | 7  | 16 | 7  | 30 | 37 | -7  |
|  | 8.   | Virtus Gazzaniga    | 29 | 30 | 9  | 11 | 10 | 29 | 33 | -4  |
|  | 9.   | Tritium             | 28 | 30 | 8  | 12 | 10 | 34 | 34 | 0   |
|  | 10.  | Sebinia Alto Sebino | 27 | 30 | 9  | 9  | 12 | 31 | 28 | +3  |
|  | 10.  | Orceana             | 27 | 30 | 7  | 13 | 10 | 30 | 40 | -10 |
|  | 12.  | Trevigliese         | 25 | 30 | 8  | 9  | 13 | 30 | 34 | -4  |
|  | 13.  | Stezzanese          | 24 | 30 | 5  | 14 | 11 | 25 | 36 | -11 |
|  | 14.  | Zanica              | 24 | 30 | 4  | 16 | 10 | 27 | 46 | -19 |
|  | 15.  | Borgo San Giacomo   | 22 | 30 | 6  | 10 | 14 | 26 | 39 | -13 |
|  | 16.  | Voluntas Osio Sotto | 21 | 30 | 6  | 9  | 15 | 33 | 51 | -18 |

Legenda:

      Promosso al Campionato Nazionale Dilettanti 1992-1993.
      Retrocesso in Promozione Lombardia 1992-1993.
Note:

Due punti a vittoria, uno a pareggio, zero a sconfitta.

## Girone C

### Squadre partecipanti
| Club                     | Città                        |
| ------------------------ | ---------------------------- |
| A.C. Broni               | Broni (PV)                   |
| A.C. Brugherio           | Brugherio (MI)               |
| F.C. Casteggio 1898      | Casteggio (PV)               |
| G.S. Concorezzese        | Concorezzo (MI)              |
| A.C. Carugate            | Carugate (MI)                |
| F.C. Cassano             | Cassano d'Adda (MI)          |
| A.C. Cernusco            | Cernusco sul Naviglio (MI)   |
| A.S. Giana Erminio       | Gorgonzola (MI)              |
| A.S. Pizzighettone       | Pizzighettone (CR)           |
| Pol. Podenzano           | Podenzano (PC)               |
| A.S. Sancolombano Calcio | San Colombano al Lambro (MI) |
| A.P. San Rocco al Porto  | San Rocco al Porto (MI)      |
| A.C. Sant'Angelo S.r.l.  | Sant'Angelo Lodigiano (MI)   |
| A.S. Varzi               | Varzi (PV)                   |
| U.S. Vigolzone C.M.C.    | Vigolzone (PC)               |
| U.S. Virtus Binasco      | Binasco (MI)                 |

### Classifica finale
|  | Pos. | Squadra            | Pt | G  | V  | N  | P  | GF | GS | DR  |
|  | ---- | ------------------ | -- | -- | -- | -- | -- | -- | -- | --- |
|  | 1.   | Cassano            | 39 | 30 | 13 | 13 | 4  | 38 | 20 | +18 |
|  | 2.   | Sancolombano       | 38 | 30 | 14 | 10 | 6  | 47 | 24 | +23 |
|  | 3.   | San Rocco al Porto | 37 | 30 | 12 | 13 | 5  | 46 | 25 | +21 |
|  | 4.   | Sant'Angelo        | 36 | 30 | 11 | 14 | 5  | 27 | 13 | +14 |
|  | 5.   | Brugherio          | 35 | 30 | 11 | 13 | 6  | 31 | 24 | +7  |
|  | 6.   | Casteggio          | 34 | 30 | 10 | 14 | 6  | 31 | 27 | +4  |
|  | 7.   | Concorezzese       | 33 | 30 | 10 | 13 | 7  | 33 | 26 | +7  |
|  | 7.   | Broni              | 33 | 30 | 11 | 11 | 8  | 25 | 26 | -1  |
|  | 9.   | Pizzighettone      | 31 | 30 | 12 | 7  | 11 | 33 | 34 | -1  |
|  | 10.  | Vigolzone C.M.C.   | 30 | 30 | 10 | 10 | 10 | 29 | 35 | -6  |
|  | 11.  | Virtus Binasco     | 27 | 30 | 7  | 13 | 10 | 18 | 24 | -6  |
|  | 12.  | Carugate           | 26 | 30 | 9  | 8  | 13 | 27 | 34 | -7  |
|  | 13.  | Cernusco           | 24 | 30 | 3  | 18 | 9  | 15 | 23 | -8  |
|  | 14.  | Giana Erminio      | 23 | 30 | 6  | 11 | 13 | 21 | 30 | -9  |
|  | 15.  | Varzi              | 23 | 30 | 6  | 11 | 13 | 22 | 37 | -15 |
|  | 16.  | Podenzano          | 11 | 30 | 1  | 9  | 20 | 10 | 51 | -41 |

Legenda:

      Promosso al Campionato Nazionale Dilettanti 1992-1993.
      Retrocesso in Promozione Lombardia 1992-1993.
Note:

Due punti a vittoria, uno a pareggio, zero a sconfitta.